# Scirocco
Scirocco eller sirocco er en vind, der blæser fra Nordafrika ind over Sydeuropa. Især Sicilien og Sardinien i Italien, Kreta og Peloponnes i Grækenland samt Malta rammes ofte af Sirocco-vind. I Libyen kendes vinden under navnet Ghibli.
Scirocco-vinden dannes når tropiske luftmasser fra Sahara møder et lavtryk over Middelhavet i bevægelse østpå. Den varme, tørre luft blander sig med den våde luft over havet og sendes videre nordpå, hvor luften opsamler stadigt mere fugtighed på sin vej over Middelhavet. Siroccoen kan vare i flere dage og opnå vindstød på op til 100 km/t.
Udover at bringe meget fugtig og varm luft med sig, er scirocco-vinden også kendt for at føre fine sandkorn fra Sahara til Sydeuropa. Støv som kan være meget generende for dyr og mennesker samt ødelæggende for maskiner.
Om vinteren kan sciroccoen dog være en velkommen gæst, fordi vinden fører både varme og fugtighed med sig sydfra, og dermed skaber muligheden for en mere frodig natur.